# Lemminkainen Klaipėda
Le Lemminkainen Klaipėda est un club lituanien féminin de basket-ball appartenant à la Ligue lituanienne féminine (Lietuvos Moterų Krepšinio Lyga), soit le plus haut niveau du championnat lituanien. Le club est basé dans la ville de Klaipėda.